# Прясло стены Новгородского Кремля между Златоустовской и Покровской башнями
Прясло стены между Златоустовской и Покровской башнями — памятник архитектуры. Расположен в Великом Новгороде в западной части Новгородского Кремля.
Изогнутое в плане прясло длиной 88,4 м и высотой 9,5-10,5 м было построено при перестройке Кремля в конце XV века. Как и прочие прясла детинца, оно сложено из плитняка и валунов, облицовано кирпичом 26 х 13 х 6 см (изредка встречается кирпич 30-32 х 15-16 x 8-9 см), с внешней стороны у него наклонная цокольная часть, отделённая от верхней вертикальной горизонтальным валиком. На внутреннем фасаде есть семь арок-ниш. Две бойницы подошвенного боя прясла заложены на 2008 год, двурогие зубцы стоят на невысоком парапете, у каждого второго из них сделана узкая бойница, над пряслом сделана двускатная крыша. С севера к пряслу примыкают пристройки Златоустовской башни, с юга — церковь Покрова Богородицы с трапезной, из церкви на третий ярус башни идёт внутристенная сводчатая лестница, которая освещается через окошко с внешней стороны прясла, чуть севернее Покровской башни, над валиком.
Прясло было перестроено в конце XVI века, на расстоянии трети длины от Покровской башни сделали деревянный раскат. В середине XVII века были изменены зубцы, сделана крыша, побелены стены. В 1952—1956 годах прошла реставрация под руководством А. В. Воробьёва с восстановлением вида зубцов. Ещё одна реставрация прошла в 1993—1995 годах: было проведено восстановление облицовки с внутренней стороны, зубцов, площадка боевого хода покрыта рубероидом, крыша сделана из биметалла по стропилам с опорой на зубцы и деревянные стойки с внутренней стороны, вал был частично усилен железобетонными ростверками без покрытия глиной.